# Palatul Culturii din Ploiești

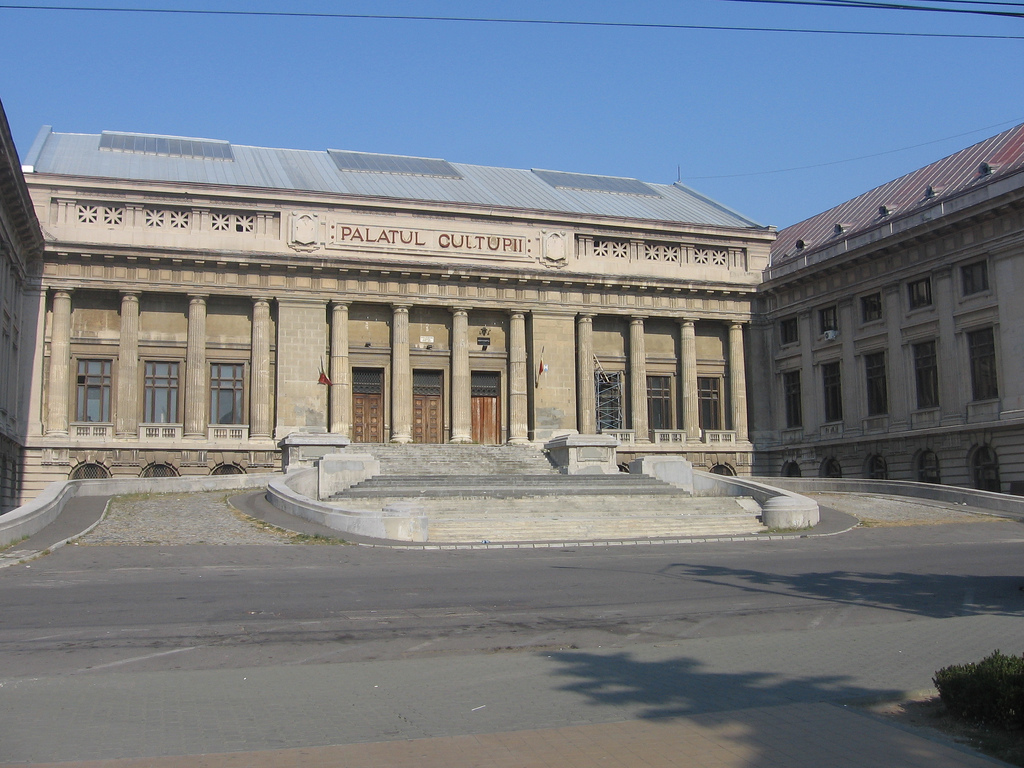
Palatul Culturii din Ploiești

Palatul Culturii din Ploiești este o construcție monumentală, realizată în stil neoclasic francez, ridicată pe baza documentației arhitecților Ernest Doneaud, arhitect român, de origine franceză, și Toma T. Socolescu, spre a servi ca Palat al Justiției. 
Lucrările au început în anul 1906, dar au fost întrerupte foarte curând, din cauza evenimentelor care nu mai lăsau în bugetul Ministerului de Justiție decât sume prea mici. Lucrările au reînceput în forță în 1924. Ernest Doneaud nu mai era de mult timp aici, dar Toma T. Socolescu care-l asistase în lucrarea lui, acum arhitect, cunoștea bine proiectele și chiar avea aprobarea autorului pentru unele modificări. Deși lucrarea cerea un uriaș volum de muncă și cheltuieli foarte mari, ea a progresat în ritm alert și, în linii mari, prin 1930, la începutul crizei, era terminată. În anii următori, cu toată austeritatea, s-au găsit banii necesari pentru finisaje, instalații și mobilier. Tunelurile subterane alea Palatul sunt menite în adăpostirea personalului  judecătoreasc
Edificiul a fost inaugurat la 26 noiembrie 1933. Cel care a tăiat panglica și a rostit cuvântarea inaugurală a fost regele Carol al II-lea al României. Printre altele a spus: «Inaugurând astăzi acest frumos locaș, care este o podoabă a municipiului Ploiești, sunt fericit că în el se vor adăposti aceia cari au chemarea de a împărți dreptatea...».
Clădirea, care a funcționat inițial ca Palat al Justiției, a devenit ulterior Palatul Culturii. Are subsol, parter, etajul 1 mai înalt și etajul 2 mai scund, intrarea principală pe partea sudică aflându-se la nivelul primului etaj, fiind flancată de coloane masive. Holul de la intrare este enorm; interiorul luminat prin plafon, se înalță pe două nivele, având în componența sa și Sala "Pașilor Pierduți" sau Sala Coloanelor și Săli de ședință - Sala Marii Uniri. După 1951 clădirea a fost atribuită Complexului Cultural Ploieștean. 
Afectată de cutremurul din 1977, construcția a fost renovată parțial, adăpostind în prezent Biblioteca Județeană Nicolae Iorga, Muzeul Județean de Științele Naturii Prahova cu secțiile Muzeul Omului și Acvariul și Centrul Județean de Cultură Prahova.[nefuncțională]